# 8112 Cesi
8112 Cesi eller 1995 JJ är en asteroid i huvudbältet som upptäcktes den 3 maj 1995 av Santa Lucia Stroncone-observatoriet i Stroncone. Den är uppkallad efter Federico Cesi.
Asteroiden har en diameter på ungefär 8 kilometer.